# Cinquième circonscription du Val-d'Oise
La cinquième circonscription du Val-d'Oise est l'une des dix circonscriptions législatives françaises que compte le département du Val-d'Oise (95) situé en région Île-de-France.

## Description géographique et démographique
La cinquième circonscription du Val-d'Oise est délimitée par le découpage électoral de la loi n°86-1197 du 24 novembre 1986
, elle regroupe les divisions administratives suivantes : cantons de Argenteuil Est, Argenteuil Nord, Argenteuil Ouest, Bezons.
D'après le recensement général de la population en 1999, réalisé par l'Institut national de la statistique et des études économiques (INSEE), la population totale de cette circonscription est estimée à 120 244 habitants,.

Carte de la cinquième circonscription du Val d'Oise de 1967 à 1986
Carte de la cinquième circonscription du Val d'Oise de 1988 à 2012

## Historique des députations
| Législature | Début de mandat | Fin de mandat  | Député             | Parti politique                                | Observations                                                                           |
| ----------- | --------------- | -------------- | ------------------ | ---------------------------------------------- | -------------------------------------------------------------------------------------- |
| IXe         | 23 juin 1988    | 1er avril 1993 | Robert Montdargent | PCF                                            |                                                                                        |
| Xe          | 2 avril 1993    | 21 avril 1997  | Georges Mothron,   | RPR,                                           | Mandat écourté à la suite d'une dissolution parlementaire décidée par Jacques Chirac.  |
| XIe         | 12 juin 1997    | 18 juin 2002   | Robert Hue,        | PCF,                                           |                                                                                        |
| XIIe        | 19 juin 2002    | 19 juin 2007   | Georges Mothron,   | UMP,                                           |                                                                                        |
| XIIIe       | 20 juin 2007    | 19 juin 2012   | Georges Mothron    | UMP                                            |                                                                                        |
| XIVe        | 20 juin 2012    | 20 juin 2017   | Philippe Doucet    | PS                                             |                                                                                        |
| XVe         | 21 juin 2017    | 21 juin 2022   | Fiona Lazaar       | LREM                                           |                                                                                        |
| XVIe        | 22 juin 2022    | 9 juin 2024    | Paul Vannier       | Nouvelle Union Populaire écologique et sociale | Mandat écourté à la suite d'une dissolution parlementaire décidée par Emmanuel Macron. |

## Historique des élections

### Élections de 1967
| Candidat         | Candidat          | Parti          | Premier tour | Premier tour | Second tour | Second tour |  |
| Candidat         | Candidat          | Parti          | Voix         | %            | Voix        | %           |  |
| ---------------- | ----------------- | -------------- | ------------ | ------------ | ----------- | ----------- |  |
|                  | Louis Vallon      | UD-Ve          | 25 212       | 34,35        | 33 241      | 47          |  |
|                  | Henry Canacos élu | PCF            | 25 200       | 34,34        | 37 489      | 53          |  |
|                  | Paul Mazurier     | FGDS (SFIO)    | 13 768       | 18,76        | Retrait     | Retrait     |  |
|                  | Bernard Diethelm  | CD (PDM)       | 5 755        | 7,84         |             |             |  |
|                  | Michel Marbach    | ARLP           | 3 456        | 4,71         |             |             |  |
|                  |                   |                |              |              |             |             |  |
| Inscrits         | Inscrits          | Inscrits       | 90 459       | 100,00       | 90 451      | 100,00      |  |
| Abstentions      | Abstentions       | Abstentions    | 15 536       | 17,17        | 16 689      | 18,45       |  |
| Votants          | Votants           | Votants        | 74 923       | 82,83        | 73 762      | 81,55       |  |
| Blancs et nuls   | Blancs et nuls    | Blancs et nuls | 1 532        | 2,04         | 3 032       | 4,11        |  |
| Exprimés         | Exprimés          | Exprimés       | 73 391       | 97,96        | 70 730      | 95,89       |  |
| Source : CEVIPOF |                   |                |              |              |             |             |  |

Roger Gaston, ouvrier, maire de Goussainville était le suppléant d'Henry Canacos.

### Élections de 1968
| Candidat         | Candidat                  | Parti          | Premier tour | Premier tour | Second tour | Second tour |  |
| Candidat         | Candidat                  | Parti          | Voix         | %            | Voix        | %           |  |
| ---------------- | ------------------------- | -------------- | ------------ | ------------ | ----------- | ----------- |  |
|                  | Henry Canacos sortant     | PCF            | 22 645       | 31,42        | 31 642      | 46,76       |  |
|                  | Solange Troisier élue     | UDR            | 19 078       | 24,47        | 36 020      | 53,24       |  |
|                  | Claude Pierre-Brossolette | RI             | 12 385       | 17,18        | Retrait     | Retrait     |  |
|                  | Louis Perrein             | FGDS (SFIO)    | 6 464        | 8,97         |             |             |  |
|                  | Georges Canto             | CD (PDM)       | 5 117        | 7,10         |             |             |  |
|                  | Jacques Frenal            | PSU            | 4 007        | 5,56         |             |             |  |
|                  | Michel Darbord            | Divers (MPR)   | 822          | 1,14         |             |             |  |
|                  | Jean Le Guichet           | Divers gauche  | 796          | 1,10         |             |             |  |
|                  | Jean Le Guichet           | Divers (TD)    | 759          | 1,05         |             |             |  |
|                  |                           |                |              |              |             |             |  |
| Inscrits         | Inscrits                  | Inscrits       | 91 089       | 100,00       | 90 948      | 100,00      |  |
| Abstentions      | Abstentions               | Abstentions    | 18 043       | 19,81        | 20 707      | 22,77       |  |
| Votants          | Votants                   | Votants        | 73 046       | 80,19        | 70 241      | 77,23       |  |
| Blancs et nuls   | Blancs et nuls            | Blancs et nuls | 973          | 1,33         | 2 579       | 3,67        |  |
| Exprimés         | Exprimés                  | Exprimés       | 72 073       | 98,67        | 67 662      | 96,33       |  |
| Source : CEVIPOF |                           |                |              |              |             |             |  |

Jean-Marie Duquenne, agent administratif, était le suppléant de Solange Troisier.

### Élections de 1973
| Candidat           | Candidat                  | Parti          | Premier tour | Premier tour | Second tour | Second tour |  |
| Candidat           | Candidat                  | Parti          | Voix         | %            | Voix        | %           |  |
| ------------------ | ------------------------- | -------------- | ------------ | ------------ | ----------- | ----------- |  |
|                    | Henry Canacos élu         | PCF            | 30 491       | 32,8         | 48 293      | 53,94       |  |
|                    | Solange Troisier sortante | UDR (URP)      | 26 417       | 28,41        | 41 240      | 46,06       |  |
|                    | Louis Perrein             | PS (UGSD)      | 15 319       | 16,48        | Retrait     | Retrait     |  |
|                    | Pierre Salvi              | CD (MR)        | 11 419       | 12,28        | Retrait     | Retrait     |  |
|                    | Daniel Hug                | PSU            | 3 778        | 4,06         |             |             |  |
|                    | Paul Le Lay               | CNI            | 2 539        | 2,73         |             |             |  |
|                    | J.-M. Poiron              | LCR            | 1 505        | 1,62         |             |             |  |
|                    | Michel Marbach            | Divers         | 1 504        | 1,62         |             |             |  |
|                    |                           |                |              |              |             |             |  |
| Inscrits           | Inscrits                  | Inscrits       | 113 316      | 100,00       | 113 214     | 100,00      |  |
| Abstentions        | Abstentions               | Abstentions    | 18 685       | 16,49        | 19 143      | 16,91       |  |
| Votants            | Votants                   | Votants        | 94 631       | 83,51        | 94 071      | 83,09       |  |
| Blancs et nuls     | Blancs et nuls            | Blancs et nuls | 1 659        | 1,75         | 4 538       | 4,82        |  |
| Exprimés           | Exprimés                  | Exprimés       | 92 972       | 98,25        | 89 533      | 95,18       |  |
| Source : Data.gouv |                           |                |              |              |             |             |  |

Pierrette Joachim était la suppléante d'Henry Canacos.

### Élections de 1978
| Candidat       | Candidat                    | Parti                | Premier tour | Premier tour | Second tour | Second tour |  |
| Candidat       | Candidat                    | Parti                | Voix         | %            | Voix        | %           |  |
| -------------- | --------------------------- | -------------------- | ------------ | ------------ | ----------- | ----------- |  |
|                | Henry Canacos sortant réélu | PCF                  | 34 953       | 30,62        | 61 401      | 54,04       |  |
|                | Bernard Deforge             | RPR                  | 26 035       | 22,81        | 52 210      | 45,96       |  |
|                | Michel Jaurrey              | PS                   | 23 923       | 20,96        | Retrait     | Retrait     |  |
|                | Maurice Gigoi               | Divers droite        | 16 566       | 14,51        |             |             |  |
|                | Claude Bigel                | Divers droite (PSD)  | 4 805        | 4,21         |             |             |  |
|                | Gérard Pringot              | PSU (FA)             | 3 484        | 3,05         |             |             |  |
|                | Gérard Valentino            | Extrême gauche (LO)  | 1 621        | 1,42         |             |             |  |
|                | Francis Théodore            | Divers droite        | 932          | 0,82         |             |             |  |
|                | Jean-Pierre Zebboudj        | Divers droite        | 772          | 0,68         |             |             |  |
|                | Lucien Martilly             | Extrême gauche (LCR) | 544          | 0,48         |             |             |  |
|                | Alfred Firetto              | Extrême droite       | 433          | 0,38         |             |             |  |
|                | Jean Meunier                | Divers droite (CNIP) | 72           | 0,06         |             |             |  |
|                |                             |                      |              |              |             |             |  |
| Inscrits       | Inscrits                    | Inscrits             | 142 803      | 100,00       | 142 251     | 100,00      |  |
| Abstentions    | Abstentions                 | Abstentions          | 25 818       | 18,08        | 24 177      | 17          |  |
| Votants        | Votants                     | Votants              | 116 985      | 81,92        | 118 074     | 83          |  |
| Blancs et nuls | Blancs et nuls              | Blancs et nuls       | 2 845        | 2,43         | 4 463       | 3,78        |  |
| Exprimés       | Exprimés                    | Exprimés             | 114 140      | 97,57        | 113 611     | 96,22       |  |

Pierrette Joachim était la suppléante d'Henry Canacos.

### Élections de 1981
| Candidat       | Candidat              | Parti               | Premier tour | Premier tour | Second tour | Second tour |  |
| Candidat       | Candidat              | Parti               | Voix         | %            | Voix        | %           |  |
| -------------- | --------------------- | ------------------- | ------------ | ------------ | ----------- | ----------- |  |
|                | Michel Coffineau élu  | PS                  | 34 199       | 34,30        | 63 414      | 61,51       |  |
|                | Raymond Lamontagne    | Divers droite (UNM) | 32 009       | 32,11        | 39 684      | 38,49       |  |
|                | Henry Canacos sortant | PCF                 | 26 801       | 26,88        | Retrait     | Retrait     |  |
|                | Danielle Senot        | MÉP                 | 3 649        | 3,66         |             |             |  |
|                | Dominique Blondel     | PSU                 | 1 618        | 1,62         |             |             |  |
|                | Michèle Cohen         | LO                  | 1 136        | 1,14         |             |             |  |
|                | Claude Bigel          | PSD                 | 280          | 0,28         |             |             |  |
|                |                       |                     |              |              |             |             |  |
| Inscrits       | Inscrits              | Inscrits            | 152 830      | 100,00       | 152 830     | 100,00      |  |
| Abstentions    | Abstentions           | Abstentions         | 51 626       | 33,78        | 46 937      | 30,71       |  |
| Votants        | Votants               | Votants             | 101 204      | 66,22        | 105 893     | 69,29       |  |
| Blancs et nuls | Blancs et nuls        | Blancs et nuls      | 1 512        | 1,49         | 2 795       | 2,64        |  |
| Exprimés       | Exprimés              | Exprimés            | 99 692       | 98,51        | 103 098     | 97,36       |  |

Antoine Espiasse, maire adjoint de Sarcelles était suppléant de Michel Coffineau.

### Élections de 1988
| Candidat       | Candidat                         | Parti          | Premier tour | Premier tour | Second tour | Second tour |  |
| Candidat       | Candidat                         | Parti          | Voix         | %            | Voix        | %           |  |
| -------------- | -------------------------------- | -------------- | ------------ | ------------ | ----------- | ----------- |  |
|                | Robert Montdargent sortant réélu | PCF            | 16 690       | 43,43        | 22 143      | 100,00      |  |
|                | Henri Kaminska                   | PS             | 6 118        | 21,12        | Retrait     | Retrait     |  |
|                | Yannick Guyomarc'h               | UDF (URC)      | 6 519        | 16,96        |             |             |  |
|                | Michel Bischoff                  | FN             | 6 314        | 16,43        |             |             |  |
|                | Jean-Norbert Bongau              | Divers droite  | 429          | 1,12         |             |             |  |
|                | Mehdi Lallaoui                   | Extrême gauche | 360          | 0,94         |             |             |  |
|                |                                  |                |              |              |             |             |  |
| Inscrits       | Inscrits                         | Inscrits       | 63 887       | 100,00       | 63 886      | 100,00      |  |
| Abstentions    | Abstentions                      | Abstentions    | 24 817       | 38,85        | 33 744      | 52,82       |  |
| Votants        | Votants                          | Votants        | 39 070       | 61,15        | 30 142      | 47,18       |  |
| Blancs et nuls | Blancs et nuls                   | Blancs et nuls | 640          | 1,64         | 7 999       | 26,54       |  |
| Exprimés       | Exprimés                         | Exprimés       | 38 430       | 98,36        | 22 143      | 73,46       |  |

Jacques Leser, conseiller général, maire de Bezons était le suppléant de Robert Montdargent.

### Élections de 1993
| Candidat       | Candidat                   | Parti                      | Premier tour | Premier tour | Second tour | Second tour |  |
| Candidat       | Candidat                   | Parti                      | Voix         | %            | Voix        | %           |  |
| -------------- | -------------------------- | -------------------------- | ------------ | ------------ | ----------- | ----------- |  |
|                | Georges Mothron élu        | RPR (UPF)                  | 9 455        | 24,99        | 20 011      | 52,93       |  |
|                | Robert Montdargent sortant | PCF                        | 9 247        | 24,44        | 17 797      | 47,07       |  |
|                | Michel Bischoff            | FN                         | 7 305        | 19,31        |             |             |  |
|                | Manuel Valls               | PS (ADFP)                  | 4 517        | 11,94        |             |             |  |
|                | Alain Chancel              | Les Verts (EÉ)             | 2 946        | 7,79         |             |             |  |
|                | Patrice Crunil             | LO                         | 917          | 2,42         |             |             |  |
|                | Jean Piéroni               | LT-LNÉ                     | 713          | 1,88         |             |             |  |
|                | Lucien Amourette           | CNIP                       | 710          | 1,88         |             |             |  |
|                | Brigitte Midoux            | RDRP                       | 660          | 1,74         |             |             |  |
|                | André Richard              | Divers                     | 533          | 1,41         |             |             |  |
|                | Daniel Frigara             | PT                         | 378          | 1            |             |             |  |
|                | Daniel Assouline           | LCR                        | 249          | 0,66         |             |             |  |
|                | Pierre Malet               | Divers gauche (Maj. prés.) | 202          | 0,53         |             |             |  |
|                |                            |                            |              |              |             |             |  |
| Inscrits       | Inscrits                   | Inscrits                   | 60 535       | 100,00       | 60 527      | 100,00      |  |
| Abstentions    | Abstentions                | Abstentions                | 21 230       | 35,07        | 20 295      | 33,53       |  |
| Votants        | Votants                    | Votants                    | 39 305       | 64,93        | 40 232      | 66,47       |  |
| Blancs et nuls | Blancs et nuls             | Blancs et nuls             | 1 473        | 3,75         | 2 424       | 6,03        |  |
| Exprimés       | Exprimés                   | Exprimés                   | 37 832       | 96,25        | 37 808      | 93,97       |  |

Philippe Anglade était suppléant de Georges Mothron.

### Élections de 1997
| Candidat       | Candidat                | Parti          | Premier tour | Premier tour | Second tour | Second tour |  |
| Candidat       | Candidat                | Parti          | Voix         | %            | Voix        | %           |  |
| -------------- | ----------------------- | -------------- | ------------ | ------------ | ----------- | ----------- |  |
|                | Robert Hue élu          | PCF (MDC)      | 11 377       | 30,4         | 20 974      | 57,05       |  |
|                | Georges Mothron sortant | RPR            | 7 376        | 19,71        | 15 788      | 42,95       |  |
|                | Michel Bischoff         | FN             | 6 971        | 18,62        |             |             |  |
|                | Manuel Valls            | PS             | 6 484        | 17,32        |             |             |  |
|                | Patrice Crunil          | LO             | 1 020        | 2,73         |             |             |  |
|                | Bernard Girard          | Extrême droite | 968          | 2,59         |             |             |  |
|                | Emmanuel Thieblemont    | GÉ             | 830          | 2,22         |             |             |  |
|                | Michel Alborghetti      | LT-LNÉ         | 822          | 2,2          |             |             |  |
|                | Guy Blondeau            | LDI (MPF)      | 475          | 1,27         |             |             |  |
|                | Jean-Claude Mamet       | LCR            | 367          | 0,98         |             |             |  |
|                | Daniel Moranges         | MÉI            | 331          | 0,88         |             |             |  |
|                | Daniel Frigara          | PT             | 211          | 0,56         |             |             |  |
|                | Roland Dupin            | Extrême droite | 114          | 0,3          |             |             |  |
|                | Pierre Malet            | MDR            | 84           | 0,22         |             |             |  |
|                | François Dauplay        | Divers         | 0            | 0            |             |             |  |
|                |                         |                |              |              |             |             |  |
| Inscrits       | Inscrits                | Inscrits       | 59 030       | 100,00       | 59 027      | 100,00      |  |
| Abstentions    | Abstentions             | Abstentions    | 20 467       | 34,67        | 19 723      | 33,41       |  |
| Votants        | Votants                 | Votants        | 38 563       | 65,33        | 39 304      | 66,59       |  |
| Blancs et nuls | Blancs et nuls          | Blancs et nuls | 1 133        | 2,94         | 2 542       | 6,47        |  |
| Exprimés       | Exprimés                | Exprimés       | 37 430       | 97,06        | 36 762      | 93,53       |  |

Le suppléant de Robert Hue était Jacques Leser, ancien instituteur, maire de Bezons, conseiller général du canton de Bezons.

### Élections de 2002
| Candidat       | Candidat                | Parti               | Premier tour | Premier tour | Second tour | Second tour |  |
| Candidat       | Candidat                | Parti               | Voix         | %            | Voix        | %           |  |
| -------------- | ----------------------- | ------------------- | ------------ | ------------ | ----------- | ----------- |  |
|                | Robert Hue sortant      | PCF (PS, Les Verts) | 12 866       | 38,63        | 15 906      | 49,62       |  |
|                | Georges Mothron élu     | UMP                 | 11 835       | 35,53        | 16 150      | 50,38       |  |
|                | Micheline Bruna         | FN                  | 4 790        | 14,38        |             |             |  |
|                | Pierre Mirsalis         | LCR                 | 745          | 2,24         |             |             |  |
|                | Mohamed Smaoun          | Pôle républicain    | 677          | 2,03         |             |             |  |
|                | Patrice Crunil          | LO                  | 547          | 1,64         |             |             |  |
|                | Michel Alborghetti      | LT-LNÉ              | 421          | 1,26         |             |             |  |
|                | Christian Serres        | Cap21               | 248          | 0,74         |             |             |  |
|                | Noella Depauw           | Divers écologiste   | 248          | 0,74         |             |             |  |
|                | Michel Bischoff         | MNR                 | 227          | 0,68         |             |             |  |
|                | Nicole Gavillon         | MÉI                 | 172          | 0,52         |             |             |  |
|                | Philippe Martinez       | GÉ                  | 162          | 0,49         |             |             |  |
|                | Marie-Annick Desplantes | Divers              | 138          | 0,41         |             |             |  |
|                | Annie Lebeau            | Divers              | 129          | 0,39         |             |             |  |
|                | Jacques Pointcheval     | PT                  | 105          | 0,32         |             |             |  |
|                |                         |                     |              |              |             |             |  |
| Inscrits       | Inscrits                | Inscrits            | 55 742       | 100,00       | 55 742      | 100,00      |  |
| Abstentions    | Abstentions             | Abstentions         | 21 874       | 39,24        | 22 786      | 40,88       |  |
| Votants        | Votants                 | Votants             | 33 868       | 60,76        | 32 956      | 59,12       |  |
| Blancs et nuls | Blancs et nuls          | Blancs et nuls      | 558          | 1,65         | 900         | 2,73        |  |
| Exprimés       | Exprimés                | Exprimés            | 33 310       | 98,35        | 32 056      | 97,27       |  |

Le suppléant de Georges Mothron était Philippe Métézeau, ingénieur, adjoint au maire d'Argenteuil, conseiller général du canton d'Argenteuil-Est.
Robert Hue saisit le conseil constitutionnel et obtint l'annulation de l'élection en raison d'une propagande électorale illégale de Georges Mothron,.

### Élection partielle de 2003
| Candidat       | Candidat                      | Parti                      | Premier tour | Premier tour | Second tour | Second tour |  |
| Candidat       | Candidat                      | Parti                      | Voix         | %            | Voix        | %           |  |
| -------------- | ----------------------------- | -------------------------- | ------------ | ------------ | ----------- | ----------- |  |
|                | Georges Mothron sortant réélu | UMP                        | 10 977       | 43,96        | 14 109      | 51,76       |  |
|                | Robert Hue                    | PCF                        | 9 246        | 37,02        | 13 150      | 48,24       |  |
|                | Micheline Bruna               | FN                         | 1 783        | 7,14         |             |             |  |
|                | Alain Leikine                 | PS                         | 1 611        | 6,45         |             |             |  |
|                | Gérard Trainoir               | Les Verts                  | 274          | 1,10         |             |             |  |
|                | Michel Alborghetti            | Divers écologiste (LT-LNÉ) | 247          | 0,99         |             |             |  |
|                | Patrice Crunil                | LO                         | 239          | 0,96         |             |             |  |
|                | Omar Slaouti                  | LCR                        | 222          | 0,89         |             |             |  |
|                | Mohamed Khatiri               | Divers droite              | 206          | 0,82         |             |             |  |
|                | Christian Serres              | Divers écologiste (Cap21)  | 90           | 0,36         |             |             |  |
|                | Rachid Fecih                  | Divers droite              | 76           | 0,30         |             |             |  |
|                | Nassar Douidi                 | Pôle républicain           | 2            | 0,01         |             |             |  |
|                |                               |                            |              |              |             |             |  |
| Inscrits       | Inscrits                      | Inscrits                   | 56 197       | 100,00       | 56 198      | 100,00      |  |
| Abstentions    | Abstentions                   | Abstentions                | 30 931       | 55,04        | 28 318      | 50,39       |  |
| Votants        | Votants                       | Votants                    | 25 266       | 44,96        | 27 880      | 49,61       |  |
| Blancs et nuls | Blancs et nuls                | Blancs et nuls             | 293          | 1,16         | 621         | 2,23        |  |
| Exprimés       | Exprimés                      | Exprimés                   | 24 973       | 98,84        | 27 259      | 97,77       |  |

### Élections de 2007
| Candidat       | Candidat                      | Parti          | Premier tour | Premier tour | Second tour | Second tour |  |
| Candidat       | Candidat                      | Parti          | Voix         | %            | Voix        | %           |  |
| -------------- | ----------------------------- | -------------- | ------------ | ------------ | ----------- | ----------- |  |
|                | Georges Mothron sortant réélu | UMP            | 13 980       | 41,13        | 16 983      | 51,01       |  |
|                | Faouzi Lamdaoui               | PS             | 9 103        | 26,78        | 16 309      | 48,99       |  |
|                | Bernard Calabuig              | PCF            | 2 387        | 7,02         |             |             |  |
|                | Françoise Inghelaere          | UDF–MoDem      | 1 773        | 5,22         |             |             |  |
|                | Micheline Bruna               | FN             | 1 703        | 5,01         |             |             |  |
|                | Omar Slaouti                  | LCR            | 1 077        | 3,17         |             |             |  |
|                | Agnès Bernard                 | diss. PCF      | 692          | 2,04         |             |             |  |
|                | Patrice Crunil                | LO             | 518          | 1,52         |             |             |  |
|                | Alima Boumediene-Thiery       | Les Verts      | 508          | 1,49         |             |             |  |
|                | Gérard Farjon                 | LT-LNÉ         | 444          | 1,31         |             |             |  |
|                | Alain Polu                    | MPF            | 392          | 1,15         |             |             |  |
|                | Nabir Rezki                   | Divers         | 350          | 1,03         |             |             |  |
|                | Nathalie Marescot             | Divers         | 242          | 0,71         |             |             |  |
|                | Monique Drillon               | MNR            | 230          | 0,68         |             |             |  |
|                | Nasser Douidi                 | MRC            | 207          | 0,61         |             |             |  |
|                | Valentin Texeira              | Divers gauche  | 174          | 0,51         |             |             |  |
|                | Liliane Fraysse               | PT             | 172          | 0,51         |             |             |  |
|                | Farida Amiri-Verhaeghe        | Divers         | 36           | 0,11         |             |             |  |
|                |                               |                |              |              |             |             |  |
| Inscrits       | Inscrits                      | Inscrits       | 64 076       | 100,00       | 64 076      | 100,00      |  |
| Abstentions    | Abstentions                   | Abstentions    | 29 480       | 46,01        | 29 658      | 46,29       |  |
| Votants        | Votants                       | Votants        | 34 596       | 53,99        | 34 418      | 53,71       |  |
| Blancs et nuls | Blancs et nuls                | Blancs et nuls | 608          | 1,76         | 1 126       | 3,27        |  |
| Exprimés       | Exprimés                      | Exprimés       | 33 988       | 98,24        | 33 292      | 96,73       |  |

### Élections de 2012
| Candidat       | Candidat                  | Parti          | Premier tour | Premier tour | Second tour | Second tour |  |
| Candidat       | Candidat                  | Parti          | Voix         | %            | Voix        | %           |  |
| -------------- | ------------------------- | -------------- | ------------ | ------------ | ----------- | ----------- |  |
|                | Philippe Doucet élu       | PS             | 12 929       | 38,23        | 19 441      | 59,27       |  |
|                | Georges Mothron sortant   | UMP            | 9 301        | 27,50        | 13 362      | 40,73       |  |
|                | Dominique Lesparre        | FG (PCF)       | 4 475        | 13,23        |             |             |  |
|                | Aurélie Thomas            | FN             | 3 938        | 11,65        |             |             |  |
|                | Anne Gellé                | EÉLV           | 920          | 2,72         |             |             |  |
|                | Hamou Aguini              | NPA            | 611          | 1,81         |             |             |  |
|                | Frédéric Lefebvre-Naré    | MoDem          | 507          | 1,50         |             |             |  |
|                | Dominique Mariette        | LO             | 359          | 1,06         |             |             |  |
|                | Franck Debeaud            | PCD            | 198          | 0,59         |             |             |  |
|                | Alima Boumediene-Thiery   | Divers gauche  | 184          | 0,54         |             |             |  |
|                | Jean-Pierre Zolotareff    | Divers gauche  | 172          | 0,51         |             |             |  |
|                | Marie-Christine Jalladaud | AÉI            | 159          | 0,47         |             |             |  |
|                | Christine Bierre          | S&P            | 63           | 0,19         |             |             |  |
|                |                           |                |              |              |             |             |  |
| Inscrits       | Inscrits                  | Inscrits       | 68 075       | 100,00       | 68 075      | 100,00      |  |
| Abstentions    | Abstentions               | Abstentions    | 33 771       | 49,61        | 34 126      | 50,13       |  |
| Votants        | Votants                   | Votants        | 34 304       | 50,39        | 33 949      | 49,87       |  |
| Blancs et nuls | Blancs et nuls            | Blancs et nuls | 488          | 1,42         | 1 146       | 3,38        |  |
| Exprimés       | Exprimés                  | Exprimés       | 33 816       | 98,58        | 32 803      | 96,62       |  |

### Élections de 2017
Les élections législatives françaises de 2017 ont eu lieu les dimanches 11 et 18 juin 2017.
|                                                                             |                                                                               |                           |                           |                          |                          |
|                                                                             |                                                                               | Premier tour 11 juin 2017 | Premier tour 11 juin 2017 | Second tour 18 juin 2017 | Second tour 18 juin 2017 |
|                                                                             |                                                                               |                           |                           |                          |                          |
|                                                                             |                                                                               | Nombre                    | % des inscrits            | Nombre                   | % des inscrits           |
| Inscrits                                                                    | Inscrits                                                                      | 68 483                    | 100,00                    | 68 484                   | 100,00                   |
| Abstentions                                                                 | Abstentions                                                                   | 41 252                    | 60,24                     | 45 100                   | 65,85                    |
| Votants                                                                     | Votants                                                                       | 27 231                    | 39,76                     | 23 384                   | 34,15                    |
|                                                                             |                                                                               |                           | % des votants             |                          | % des votants            |
| Bulletins blancs                                                            | Bulletins blancs                                                              | 434                       | 1,59                      | 1 737                    | 7,43                     |
| Bulletins nuls                                                              | Bulletins nuls                                                                | 165                       | 0,61                      | 677                      | 2,90                     |
| Suffrages exprimés                                                          | Suffrages exprimés                                                            | 26 632                    | 97,80                     | 20 970                   | 89,68                    |
|                                                                             |                                                                               |                           |                           |                          |                          |
| Candidat Étiquette politique (partis et alliances)                          | Candidat Étiquette politique (partis et alliances)                            | Voix                      | % des exprimés            | Voix                     | % des exprimés           |
|                                                                             |                                                                               |                           |                           |                          |                          |
|                                                                             | Fiona Lazaar La République en marche                                          | 7 975                     | 29,95                     | 12 523                   | 59,72                    |
|                                                                             | Philippe Doucet (député sortant) Parti socialiste                             | 4 514                     | 16,95                     | 8 447                    | 40,28                    |
|                                                                             | Françoise Pacha-Stiegler La France insoumise                                  | 3 658                     | 13,74                     |                          |                          |
|                                                                             | Gilles Savry Les Républicains (Union des démocrates et indépendants)          | 3 506                     | 13,16                     |                          |                          |
|                                                                             | Pierre Renucci Front national                                                 | 2 630                     | 9,88                      |                          |                          |
|                                                                             | Dominique Lesparre Parti communiste français                                  | 2 118                     | 7,95                      |                          |                          |
|                                                                             | Pascal Bertolini Europe Écologie Les Verts                                    | 647                       | 2,43                      |                          |                          |
|                                                                             | Fabrice David Écologiste (Confédération pour l'homme, l'animal et la planète) | 455                       | 1,71                      |                          |                          |
|                                                                             | Dominique Mariette Lutte ouvrière                                             | 440                       | 1,65                      |                          |                          |
|                                                                             | Franck Debeaud Divers droite (Parti chrétien-démocrate)                       | 249                       | 0,93                      |                          |                          |
|                                                                             | Leïla Louchart Divers (Union populaire républicaine)                          | 226                       | 0,85                      |                          |                          |
|                                                                             | Stanley Paraison Divers                                                       | 167                       | 0,63                      |                          |                          |
|                                                                             | Souad Aumigny Écologiste (Mouvement 100 %)                                    | 47                        | 0,18                      |                          |                          |
| Source : Ministère de l'Intérieur - Cinquième circonscription du Val-d'Oise |                                                                               |                           |                           |                          |                          |

### Élections de 2022
Les élections législatives françaises de 2022 se déroulent les dimanches 12 et 19 juin 2022.
|                                                    |                                                             |                           |                           |                          |                          |
|                                                    |                                                             | Premier tour 12 juin 2022 | Premier tour 12 juin 2022 | Second tour 19 juin 2022 | Second tour 19 juin 2022 |
|                                                    |                                                             |                           |                           |                          |                          |
|                                                    |                                                             | Nombre                    | % des inscrits            | Nombre                   | % des inscrits           |
| Inscrits                                           | Inscrits                                                    | 69 259                    | 100                       | 69 293                   | 100                      |
| Abstentions                                        | Abstentions                                                 | 43 661                    | 63,04                     | 43 421                   | 62,66                    |
| Votants                                            | Votants                                                     | 25 598                    | 36,96                     | 25 872                   | 37,34                    |
|                                                    |                                                             |                           | % des votants             |                          | % des votants            |
| Bulletins blancs                                   | Bulletins blancs                                            | 413                       | 1,61                      | 905                      | 3,50                     |
| Bulletins nuls                                     | Bulletins nuls                                              | 146                       | 0,57                      | 409                      | 1,58                     |
| Suffrages exprimés                                 | Suffrages exprimés                                          | 25 039                    | 97,82                     | 24 558                   | 94,92                    |
|                                                    |                                                             |                           |                           |                          |                          |
| Candidat Étiquette politique (partis et alliances) | Candidat Étiquette politique (partis et alliances)          | Voix                      | % des exprimés            | Voix                     | % des exprimés           |
|                                                    |                                                             |                           |                           |                          |                          |
|                                                    | Paul Vannier Nouvelle Union populaire écologique et sociale | 11 218                    | 44,80                     | 15 645                   | 63,71                    |
|                                                    | Fiona Lazaar* Ensemble !                                    | 5 264                     | 21,02                     | 8 913                    | 36,29                    |
|                                                    | Fabienne Daumas Rassemblement national                      | 2 921                     | 11,67                     |                          |                          |
|                                                    | Gilles Savry Les Républicains                               | 2 447                     | 9,77                      |                          |                          |
|                                                    | Stéphanie Henry Reconquête                                  | 822                       | 3,28                      |                          |                          |
|                                                    | Dienabou Kouyate Mouvement des progressistes                | 546                       | 2,18                      |                          |                          |
|                                                    | Dominique Mariette Lutte ouvrière                           | 522                       | 2,08                      |                          |                          |
|                                                    | Schemsdine Harouch Union des démocrates musulmans français  | 465                       | 1,86                      |                          |                          |
|                                                    | Mathilde Sapin Parti animaliste                             | 362                       | 1,45                      |                          |                          |
|                                                    | Mehdi Lallaoui Régionalistes                                | 290                       | 1,16                      |                          |                          |
|                                                    | Cheickna Traoré Divers gauche                               | 134                       | 0,54                      |                          |                          |
|                                                    | Rémy Arbaoui Sans étiquette                                 | 48                        | 0,19                      |                          |                          |
| * Députée sortante                                 |                                                             |                           |                           |                          |                          |

### Élections de 2024
|                          | Paul Vannier                  | LFI (NFP)                | UG                       | 23 308 | 56,01 |  |  |
|                          | Quentin Hoarau                | RN                       | RN                       | 7 784  | 18,70 |  |  |
|                          | Fatima Liliyaje               | RE (ENS)                 | ENS                      | 5 389  | 12,95 |  |  |
|                          | Boualem Meziane               | LR (UDC)                 | LR                       | 3 170  | 7,62  |  |  |
|                          | Dominique Mariette            | LO                       | EXG                      | 558    | 1,34  |  |  |
|                          | Dominique Lesueur             | MEI (RAS)                | ECO                      | 555    | 1,33  |  |  |
|                          | Gilbert Pham[réf. nécessaire] | VD - UDI                 | UDI                      | 412    | 0,99  |  |  |
|                          | Thès Baleur                   | FU                       | DIV                      | 251    | 0,60  |  |  |
|                          | Jean-Baptiste Poiaghi         | NPA-R                    | EXG                      | 189    | 0,45  |  |  |
|                          |                               |                          |                          |        |       |  |  |
| Suffrages exprimés       | Suffrages exprimés            | Suffrages exprimés       | Suffrages exprimés       | 41 616 | 97,75 |  |  |
| Votes blancs             | Votes blancs                  | Votes blancs             | Votes blancs             | 631    | 1,48  |  |  |
| Votes nuls               | Votes nuls                    | Votes nuls               | Votes nuls               | 329    | 0,77  |  |  |
| Total                    | Total                         | Total                    | Total                    | 42 576 | 100   |  |  |
| Abstention               | Abstention                    | Abstention               | Abstention               | 28 267 | 39,90 |  |  |
| Inscrits / participation | Inscrits / participation      | Inscrits / participation | Inscrits / participation | 70 843 | 60,10 |  |  |